# Baumgarten (Germania)
Baumgarten è un comune del Meclemburgo-Pomerania Anteriore, in Germania.
Appartiene al circondario di Rostock ed è parte dell'Amt Bützow-Land.

## Storia
Il 1º gennaio 1999 vennero aggregati al comune di Baumgarten i comun di Katelbogen e Qualitz.